# Craterostomum acuticaudatum
Craterostomum acuticaudatum är en rundmaskart. Craterostomum acuticaudatum ingår i släktet Craterostomum, och familjen Strongylidae. Arten är reproducerande i Sverige.